# Stazione di Marsiglia Saint-Charles
La stazione di Marsiglia Saint-Charles (in francese gare de Marseille-Saint-Charles) è la principale stazione ferroviaria a servizio di Marsiglia e della sua agglomerazione, situata nel dipartimento delle Bocche del Rodano, nella regione Provenza-Alpi-Costa Azzurra.
È servita da treni TGV e TER PACA (treno regionale della PACA).

## Storia
Una prima stazione provvisoria fu attivata l'8 gennaio 1848 dalla Compagnie du chemin de fer d'Avignon à Marseille. L'edificio attuale fu costruito tra il 1893 al 1896 dall'architetto Joseph-Antoine Bouvard. Una volta terminato l'edificio risultava, situato su una spianata sovrastante i quartieri limitrofi, risultava ancora di difficile accesso. Per superare questo problema l'architetto Eugène Senès progettò una grande scalinata, la cui costruzione fu approvata dal Comune il 3 luglio 1911. La realizzazione dell'opera venne tuttavia posticipata a causa dallo scoppio della prima guerra mondiale. I lavori di costruzione iniziarono il 17 luglio 1923; la scalinata fu aperta il 22 dicembre 1925, prima di essere inaugurata formalmente dal Presidente francese Gaston Doumergue il 24 aprile 1927.
Dopo la seconda guerra mondiale, l'ala nord fu demolita e ricostruita per ospitare gli uffici amministrativi della SNCF. Fu aperto un nuovo piano intermedio per migliorare il flusso dei passeggeri. Sul retro della stazione, lungo il Boulevard Voltaire, si trovava lo scalo merci che fino alla fine degli anni '90 è stato utilizzato da Sernam, il servizio di trasporto merci su strada della SNCF.
La notte di Capodanno del 1983, una bomba alla stazione uccise due persone. Per quest'attentato sarà condannato Ilich Ramírez Sánchez, noto come Carlos lo Sciacallo. Alla fine degli anni '90, con l'apertura della sottostante stazione Saint-Charles della metropolitana di Marsiglia e della nuova autostazione e l'arrivo della LGV Méditerranée, è iniziato un progetto di riqualificazione complessivo della struttura.
Dal 2001 sono stati realizzati nuovi parcheggi sotterranei e un tunnel stradale. È stata creata una nuova galleria commerciale, la Halle Honnorat, che ospita negozi e servizi. Lo spostamento dell'autostazione ha permesso di creare una nuova piazza pedonale, tra la stazione e la sede dell'Università di Aix-Marseille di Saint-Charles. In cima alla scalinata sono stati creati anche nuovi spazi pedonali con terrazze per i caffè. Nel dicembre 2007 è stato completato un ammodernamento da 230 milioni di euro.
Il 1º ottobre 2017, due donne sono state uccise in un attacco con coltello davanti alla stazione ferroviaria prima che l'attentatore, un immigrato clandestino tunisino, venisse ucciso dai soldati di pattuglia.

## Interscambi
La stazione centrale è servita da numerose linee di autobus urbani ed extraurbani. La stazione di Saint-Charles è inoltre collegata all'Aeroporto di Marsiglia Provenza tramite servizi di autobus navetta.
- Fermata metropolitana (Saint-Charles, linee 1 e 2)
- Fermata autobus